# FC 안양
FC 안양(Football Club Anyang)은 대한민국 경기도 안양시에 있는 축구 선수단이다. 안양시민프로축구단이 운영하는 남자 프로 축구단이며, 2013년에 창단되었다. 안양시를 연고지로 하고 K리그1에 참가하고 있다. K리그 승강제 원년 시즌인 2013년 시즌부터 K리그2에 참가했으며, 2025년 시즌부터는 K리그1에 참가하고 있다. 엠블럼에 새겨진 ‘Civitano, Paradizo, Feliĉo’(치비타노, 파라디조, 펠리초)는 에스페란토어로 ‘시민, 낙원, 행복’을 뜻한다.

## 역사

### 이우형 감독 체제
2012년 10월 10일, 안양시 의회에서 시민프로축구단 창단이 결정되었다. 같은 해 11월 14일 내셔널리그에 참가하던 고양 KB국민은행이 해체된다는 기사가 보도되었다. 이후 국민은행 축구단은 공식적으로 해체 절차를 밟았고 이우형 당시 국민은행 감독이 안양의 새로운 감독으로 부임하게 되었으며 국민은행은 안양 구단의 메인 스폰서로서 3년 간 30억을 후원하게 되었다. 재단법인 설립 후 신인 드래프트에 참가하여 국민은행에서 활약하던 선수들을 비롯하여 신인 선수들을 영입하였고 남궁도, 최진수 등 프로에서 활약하던 선수들을 영입하여 선수단을 구성, 2013년 K리그 챌린지 원년에 참가하게 되었다. 창단 확정 이후 온라인을 통한 구단명 공모를 통하여 FC 안양으로 이름이 결정되었다. 2013년 2월 2일에 창단식을 가졌고 안양시의 상징인 보라색을 바탕으로 한 엠블럼과 보라색의 유니폼을 발표하였다.
창단 후 첫 시즌인 2013 시즌 개막을 전후하여 구단주인 최대호 안양시장이 산하 공무원들에게 구단의 시즌권을 할당하여 강매한 사실이 보도되어 논란이 있었으며 최대호 구단주가 직접 이를 시인하였다. 한편 2013 시즌은 외국인 선수 없이 시즌에 임하였고 12승 9무 14패를 거두어 5위로 시즌을 마감하였다. 관중수 부문에서는 홈 구장 없이 시즌을 치른 경찰 축구단을 제외한 7개 구단 중 3위의 비교적 준수한 기록을 세웠다.
2014 시즌을 앞두고는 구단 역사상 첫 외국인 선수인 펠리페와 바그네르를 영입하였다. K리그 클래식에서 강등된 강원 FC, 대구 FC 등과 어깨를 나란히 하며 중상위권에서 플레이오프 진출권을 놓고 분투하였지만 리그 최종전에서 광주 FC에 밀리며 플레이오프 진출은 좌절되었다.

### 이영민 감독 체제
2015년 6월 16일 팀 창단부터 함께 해왔던 이우형 감독이 성적 부진을 이유로 경질되었고 6월 23일 박영조 단장 역시 성적 부진을 이유로 자진 사임했다. 이에 서포터즈들이 홈 경기에 이우형 감독을 지지하는 걸개를 설치하고 경기 시작 후 6분 동안 침묵하다가 이우형 감독의 이름을 6번 외치며 항의 의사를 밝히기도 하였다. 이후 이영민 수석 코치가 감독 대행으로 부임하였다. 이후 팀의 성적이 반등하자 11월 이영민 코치를 정식 감독으로 승격시켰다.
2016 시즌에는 구단 타이 기록인 7경기 무패를 달성하기도 하며 리그 26라운드엔 승격 플레이오프 진출권에 근접한 5위까지 기록하는 등 승격을 넘볼 수 있는 순위까지 올랐으나, 이후 5경기 연속 무득점과 6경기 연속 패배를 포함한 11연속 무승을 기록하며 부진에 빠져 승격권에서 멀어졌다. 43라운드 고양 자이크로 FC 전에서 후반 44분 김영도의 동점골과 김효기의 극적 역전골이 1분만에 잇달아 터지며 11연속 무승의 고리를 끊었으나 리그 마지막 라운드 안산과의 경기에서는 패하며 시즌을 마무리하였다. 임대생 김민균이 2016 시즌 11득점 4도움을 달성하며 팀에 큰 활약을 하였으나, 자이로, 오르시니, 브루닝요 등 외국 선수들이 공격포인트 총합이 3개에 그치는 등 부진한 모습을 보였다.

### 김종필 감독 체제
2017 시즌을 앞두고 안양중학교와 안양공업고등학교 감독 시절 11회의 우승을 경험하고 2013시즌부터 2015시즌까지 충주 험멜을 지도한 김종필이 3대 감독으로 내정되었다. 그 후 안양시 의회에서 2017년 10월까지 규정돼 있는 지원 조례 안을 개정하여 안양시 재정을 장기적으로 투입하게 되었다.
3월 29일 호남대학교와의 FA컵 3라운드서 승리를 거두며 FC 서울과 맞붙게되면서, FC 서울이 안양에서 서울로 연고이전한 후 첫 맞대결이 성사되었으나 2 – 0으로 패했다.
9월 13일 임은주 단장과 팬들간의 갈등을 이기지 못하 안양 구단이 서포터즈를 상대로 고소를 진행한다는 등의 내용을 담은 입장문을 발표하며 논란이 일었고 이후 계속해서 갈등은 이어졌으며, 또한 전력분석코치 등의 영입으로 열악한 재정 상황에서 약 3600만 원을 이사회의 승인 없이 인건비를 지불했다는 사실을 비롯한 구단에 대한 시의 감사 이후 몰랐던 사실까지 추가적으로 밝혀짐과 동시에 팀 선수간 폭행 사건도 세간에 알려지는 등 이러한 어수선한 분위기 속에 안양은 리그에서 4위권 진입이 좌절되며 창단 첫 플레이오프진입을 또다시 다음을 기회로 미루어야만 했다. 한편 10월 22일 부산 아이파크와 홈경기서 안양팬들이 임은주 단장의 사퇴를 촉구하는 걸개를 펼치기도 하였다.

### 고정운 감독 체제
김종필 감독이 계약 만료로 물러나면서 2017년 11월 9일 고정운 감독을 신임 감독으로 내정하였으며, 신임 골키퍼 코치에 신의손 코치를 선임하였고, 기존의 전략코치였던 마이클 김 코치를 수석 코치로 승진시켰다. 2018년 최종 6위로 시즌을 마치며 고정운 감독은 상호 합의하에 계약해지로 물러났다.

### 김형열 감독 체제
2018년 11월, FC 안양의 제 5대 감독으로 김형열 감독이 선임됐다.

### 유병훈 감독 체제
2023년 12월 7일 이우형 감독이 테크니컬 디렉터로 이동하면서 후임에 유병훈 수석코치를 선임하였다. 
2024년 K리그2에서 우승하며 2025시즌 구단창단 최초로 K리그1 다이렉트 승격을 이끌었다.

## 선수 명단
참고: FIFA 자격 규정에 따라 소속된 국가대표팀 국기를 표시합니다. 선수는 복수의 FIFA 비회원국 국적을 가지고 있을 수 있습니다.
| 번호 | 포지션 | 국적 | 이름       |
| ---- | ------ | ---- | ---------- |
| 1    | GK     |      | 이윤오     |
| 2    | DF     |      | 김민호     |
| 3    | DF     |      | 김지훈     |
| 4    | DF     |      | 이창용     |
| 5    | DF     |      | 김영찬     |
| 6    | DF     |      | 박종현     |
| 7    | MF     |      | 마테우스   |
| 8    | MF     |      | 김정현     |
| 9    | FW     |      | 모따       |
| 10   | FW     |      | 야고       |
| 11   | FW     |      | 최성범     |
| 13   | MF     |      | 한가람     |
| 14   | MF     |      | 이민수     |
| 15   | FW     |      | 박정훈     |
| 16   | MF     |      | 최규현     |
| 17   | DF     |      | 강지훈     |
| 19   | FW     |      | 김운       |
| 20   | DF     |      | 이상용     |
| 21   | MF     |      | 에두아르도 |

| 번호 | 포지션 | 국적                  | 이름                   |
| ---- | ------ | --------------------- | ---------------------- |
| 22   | DF     |                       | 김동진                 |
| 23   | MF     |                       | 장정우                 |
| 24   | MF     |                       | 김보경                 |
| 26   | MF     |                       | 임민혁 (부산에서 임대) |
| 27   | DF     |                       | 권경원                 |
| 28   | MF     |                       | 문성우                 |
| 31   | GK     |                       | 김다솔                 |
| 32   | DF     |                       | 이태희                 |
| 41   | GK     |                       | 황병근                 |
| 55   | DF     |                       | 토마스                 |
| 71   | FW     |                       | 채현우                 |
| 77   | DF     |                       | 임승겸                 |
| 99   | MF     |                       | 주현우                 |
| —    | FW     | 보스니아 헤르체고비나 | 유키치                 |

#### 임대 및 군 복무 선수 명단
참고: FIFA 자격 규정에 따라 소속된 국가대표팀 국기를 표시합니다. 선수는 복수의 FIFA 비회원국 국적을 가지고 있을 수 있습니다.
| 번호 | 포지션 | 국적                   | 이름                             |
| ---- | ------ | ---------------------- | -------------------------------- |
| —    | GK     |                        | 김태훈 (김천 상무에서 군 복무중) |
| —    | MF     |                        | 유정완 (세종 SA FC로 임대)       |
| —    | FW     |                        | 이동현 (세종 SA FC로 임대)       |
| —    | GK     |                        | 김성동 (대전 코레일로 임대)      |
| —    | DF     | 조선민주주의인민공화국 | 리영직 (부산 아이파크로 임대)    |
| —    | DF     |                        | 전보민 (김해 FC로 임대)          |

### 영구 결번
참고: FIFA 자격 규정에 따라 소속된 국가대표팀 국기를 표시합니다. 선수는 복수의 FIFA 비회원국 국적을 가지고 있을 수 있습니다.
| 번호 | 포지션 | 국적 | 이름          |
| ---- | ------ | ---- | ------------- |
| 12   |        |      | 안양시민 헌정 |

## 스태프

### 지도자
| 직위        | 이름   |
| ----------- | ------ |
| 감독        | 유병훈 |
| 수석코치    | 김연건 |
| 코치        | 신수진 |
| 플레잉 코치 | 주현재 |
| GK코치      | 최익형 |
| 피지컬 코치 | 김형록 |

## 경영진
| 직위   | 이름   |
| ------ | ------ |
| 구단주 | 최대호 |
| 단장   | 이우형 |

## 기록과 통계

### 역대 성적
| 시즌 | 리그 | 리그 | 리그 | 리그 | 리그 | 리그 | 리그 | 리그 | 리그 | 리그 | FA컵 | ACL |
| 시즌 | 등급 | 경기 | 승   | 무   | 패   | 득   | 실   | 차   | 승점 | 순위 | FA컵 | ACL |
| ---- | ---- | ---- | ---- | ---- | ---- | ---- | ---- | ---- | ---- | ---- | ---- | --- |
| 2013 | 2    | 35   | 12   | 9    | 14   | 50   | 51   | -1   | 45   | 5    | 32강 | -   |
| 2014 | 2    | 36   | 15   | 6    | 15   | 49   | 52   | -3   | 51   | 5    | 32강 | -   |
| 2015 | 2    | 40   | 13   | 15   | 12   | 53   | 52   | +1   | 54   | 6    | 32강 | -   |
| 2016 | 2    | 40   | 11   | 13   | 16   | 40   | 53   | -13  | 46   | 9    | 32강 | -   |
| 2017 | 2    | 36   | 10   | 9    | 17   | 40   | 58   | -18  | 39   | 7    | 32강 | -   |
| 2018 | 2    | 36   | 12   | 8    | 16   | 44   | 50   | -6   | 44   | 6    | 32강 | -   |
| 2019 | 2    | 36   | 15   | 10   | 11   | 63   | 50   | 13   | 55   | 3    | 16강 | -   |
| 2020 | 2    | 27   | 6    | 7    | 14   | 27   | 38   | -11  | 25   | 9    | 3R   | -   |
| 2021 | 2    | 36   | 17   | 11   | 8    | 51   | 37   | +14  | 62   | 2    | 16강 | -   |
| 2022 | 2    | 40   | 19   | 12   | 9    | 52   | 41   | +11  | 69   | 3    | 3R   | -   |
| 2023 | 2    | 36   | 15   | 9    | 12   | 58   | 51   | +7   | 54   | 6    | 2R   | -   |
| 2024 | 2    | 35   | 18   | 8    | 9    | 62   | 49   | +13  | 62   | 1↑   | 3R   | -   |

## 우승 기록

### 국내 대회

#### 리그
- K리그2

● 우승 (1): 2024

## 클럽 역대 인물

### 역대 선수

#### 역대 주장,부주장
| 연도   | 주장           | 부주장               |
| ------ | -------------- | -------------------- |
| 2013년 | 김효준         | 돈지덕 이상우        |
| 2014년 | 박성진         | 김원민 주현재        |
| 2015년 | 김태봉→고경민  | 가솔현 안성빈        |
| 2016년 | 안성빈         | 김태호 정재용→김효기 |
| 2017년 | 안성빈→김태호  | 구대영→김효기        |
| 2018년 | 주현재→전수현  | 정재희               |
| 2019년 | 주현재         | 채광훈               |
| 2020년 | 최호정         | 김형진               |
| 2021년 | 주현우         | 백동규 맹성웅        |
| 2022년 | 백동규         | 김경중 홍창범        |
| 2023년 | 백동규 →이창용 | 정준연 김정현        |
| 2024년 | 이창용         | 김동진 홍창범        |

### 역대 감독
- 취임은 공식 취임식 일자이며 취임식이 없거나 미상인 경우 공식 선임 일자를 기재한다.

| 순번 | 이름   | 취임       | 사임       | 재임시즌  | 비고                                                                                              |
| ---- | ------ | ---------- | ---------- | --------- | ------------------------------------------------------------------------------------------------- |
| 1대  | 이우형 | 2012/11/14 | 2015/06/16 | 2013-2015 | FC 안양의 초대 감독                                                                               |
| 대행 | 이영민 | 2015/06/16 | 2015/11/09 | 2015      | 전임 감독 사임으로 감독 대행직 수행                                                               |
| 2대  | 이영민 | 2015/11/09 | 2016/10/30 | 2015-2016 | 감독 대행직 수행 후 정식 감독으로 승격                                                            |
| 3대  | 김종필 | 2016/11/23 | 2017/10/29 | 2017      | FC안양 최고령 부임 감독 (만 61세)                                                                 |
| 4대  | 고정운 | 2017/11/09 | 2018/11/17 | 2018      |                                                                                                   |
| 5대  | 김형열 | 2018/11/29 | 2020/11/25 | 2019-2020 |                                                                                                   |
| 6대  | 이우형 | 2020/11/25 | 2023/12/07 | 2021-2023 | 6년만의 감독직 복귀, 현 단장                                                                      |
| 7대  | 유병훈 | 2023/12/07 |            | 2024-     | 이우형 감독의 보직변경으로 수석코치 승진 감독 부임 후 리그 우승, 창단이래 1부리리그 2025시즌 승격 |

## 스폰서
| 연도   | 유니폼 스폰서 | 메인 스폰서  | 유니폼 상징    |
| ------ | ------------- | ------------ | -------------- |
| 2013년 | 자코          | KB국민은행   |                |
| 2014년 | 자이크로      | KB국민은행   | You Go! We Go! |
| 2015년 | 자이크로      | KB국민은행   | Sukhavati      |
| 2016년 | 아스토레      | 안양시       |                |
| 2017년 | 아스토레      | 안양시       |                |
| 2018년 | 자이크로      | 쌍용자동차   |                |
| 2019년 | 호마          | 안양시       |                |
| 2020년 | 호마          | 안양시       |                |
| 2021년 | 호마          | 효성중공업   |                |
| 2022년 | 브이엑스      | 효성중공업   |                |
| 2023년 | 브이엑스      | 오상헬스케어 |                |
| 2024년 | 브이엑스      | 오상헬스케어 |                |

## 경기장
| 경기장 | 이름           | 소유주             | 개장년도 |          |  |
| 경기장 | 이름           | 소유주             | 개장년도 | 사용시작 |  |
| ------ | -------------- | ------------------ | -------- | -------- |  |
|        | 안양종합운동장 | 안양시시설관리공단 | 1986년   | 2013년   |  |

### 안양종합운동장
2013년 FC 안양이 창단한 이후로 홈구장으로 사용하고 있다.
경기도 안양시 동안구 비산3동에 위치한 스포츠 경기장 종합 단지로서 1986년 6월 30일에 개장하였다. 주경기장인 축구와 육상 경기를 할 수 있는 다목적 경기장과 그 외 다목적 체육관, 빙상장, 보조경기장, 테니스장, 씨름장, 수영장으로 구성되어 있다. 안양종합운동장이란 용어가 스포츠 경기장 종합 단지의 의미와 주경기장을 바로 지칭하는 의미로 혼용되어 사용되고 있다.
관중석 17,143석(수용인원 25,000명) 규모로 다목적경기장인 주 경기장은 공인 1종 경기장이다. 
과거 K리그 안양 LG 치타스가 2004년 연고지를 서울로 옮기기 전까지 이 곳을 홈구장으로 사용했다.

## 엠블럼과 마스코트
클럽 마스코트는 '바티'와 '나리'이다. 종족은 너구리이다.

## 서포터즈
A.S.U. RED (Anyang Supporters Union RED, 안양 지지자 연대 RED)는 1997년 4월 RED(이하)로 조직되었으며 2004년 안양 LG 치타스가 서울로 연고이전하자 명칭을 F.C. 안양 후원회로 변경하였으며, 2005년 A.S.U RED로 변경한 명칭이 오늘날까지 이어지고 있다.

응원가를 정할 때 타 구단에서 먼저 사용하지 않은 노래나 자작곡만을 응원가로 사용하며, 그 중 노브레인의 '청년폭도맹진가'는 안양 LG 시절 처음 사용되어, 현재까지도 안양의 대표적인 응원가로 자리잡고 있다. 
대한민국에서 처음으로 홍염을 사용한 응원을 시작한 단체이기도 하다.

## 라이벌

### 수원 삼성 블루윙즈
수원 삼성 블루윙즈와 오리지날 클라시코라는 명칭의 라이벌전이다. 안양 LG 치타스 시절 서포터는 FC 안양이 창단하고 그대로 이어져왔기 때문에 수원 삼성 블루윙즈와의 라이벌 의식이 지금까지 이어져오게 되었다.

### 안산 그리너스
안산 그리너스 FC와 4호선 더비로 불리는 라이벌전이다. 안산 무궁화의 구단주 제종길(안산시장) 이 FC 안양의 구단주 이필운(안양시장)에게 "안산과 안양의 경기에서 진 팀의 구단주가 이긴팀의 유니폼을 입고 하루동안 집무를 보자"는 제안을 했고 이필운 구단주가 이것을 수락하며 라이벌전이 시작되었다.이후 안산 무궁화는 아산 무궁화로 연고이전을 했지만 구단간의 라이벌전이 아닌 지역 시장들이 만든 지역간의 라이벌전이기 때문에 그 뒤에 안산에 창단한 안산 그리너스 FC와의 라이벌전이 되었다.

### FC 서울
2004년 안양 LG 치타스가 서울로 연고 이전을 한 후 2013년 안양을 연고지로 창단한 FC 안양은 FC 서울에 라이벌 의식을 가지고 있다.
2017년 KEB하나은행 FA컵 32강에서 만나게 되면서 맞대결이 성사되었으며 2017년 4월 19일 원정에서 경기를 치렀으며 2 대 0으로 패배하였다.

## 참고 문헌
- “스포츠지원포털 등록 현황”. 대한체육회.
- “KFA 통합경기정보 시스템”. 대한축구협회.
- “K리그 데이터 포털”. 한국프로축구연맹.